# Teologia do Corpo
A Teologia do Corpo comporta o pensamento que o Papa São João Paulo II desenvolveu nas Audiências de Quarta-feira de 5 de Setembro de 1979 a 28 de Novembro de 1984, com algumas interrupções, nomeadamente quando do atentado contra a vida do Papa em 13 de Maio de 1981 e durante o ano de 1983 (Ano Santo da Redenção). Estas catequeses se dividem em quatro ciclos, em que o Papa desenvolveu vários temas, começando pela exegese dos primeiros capítulos do livro do Gênesis, terminando na análise da Humanae Vitae de Paulo VI, passando por análises psicológicas, sobre a corporeidade do Homem, sobre o matrimônio e a eminente racionalidade da pessoa.
Vários teólogos pelo mundo tem se dedicado ao estudo das catequeses de João Paulo II a fim de compreender suas ideias e passá-las para o mundo.

## Sobre
No início do seu Pontificado, durante as audiências de quarta-feira, o Santo Padre meditou por mais de 4 anos sobre o amor humano em seus vários aspectos: a relação do homem e da mulher, o significado esponsal do corpo humano, a natureza e missão da família, o matrimônio, o celibato, a luta espiritual do coração do homem, a linguagem profética do corpo humano, o amor conjugal, entre outros.

## Compilação
Após alguns anos da conclusão destas audiências, foi publicado o livro com todas as catequeses compiladas, e em 2006 uma tradução para o inglês mais fiel ao original foi publicada pela Pauline Books and Media, com o título “Man and Woman He Created Them: A Theology of the Body”. 
A Edusc publicou uma versão completa do livro em português com o título "Homem e Mulher o Criou".

## A escolha dos temas
A escolha do Papa João Paulo II de tratar destes temas, antes de qualquer outro assunto, foi visto como uma grande graça para a Igreja, sendo vista como ação da Providência esta escolha. Sabendo que antes que qualquer outro fundamento, era necessário priorizar estes, para uma sociedade que estava se autodestruindo.

## Estudos no Brasil
A Teologia do Corpo é bem mais divulgada e conhecida nos Estados Unidos e no exterior do que no Brasil. Porém existe um grupo de pessoas que tem se dedicado ao estudo da Teologia do Corpo no Brasil com o objetivo de difundir as ideias de São João Paulo II no país.

## Ligações Externas
- Site Teologia do Corpo Brasil
- Sites do Christopher West - christopherwest.com - https://thecorproject.com/ - http://www.tobinstitute.org/
- Todas as audiências da Teologia do Corpo